# Jurij Hunko
Jurij Dmytrowytsch Hunko (ukrainisch Юрій Дмитрович Гунько, russisch Юрий Дмитриевич Гунько Juri Dmitrijewitsch Gunko; * 28. Februar 1972 in Kiew, Ukrainische SSR, Sowjetunion) ist ein ukrainischer Eishockeyspieler, der seit 2007 beim HK Sokol Kiew unter Vertrag steht. 

## Karriere
Jurij Hunko begann seine Karriere als Eishockeyspieler in seiner Heimatstadt beim SchWSM Kiew, für dessen Profimannschaft er von 1988 bis 1990 in der zweiten sowjetischen Spielklasse aktiv war. Anschließend spielte er zwei Jahre lang parallel für den HK Sokol Kiew in der höchsten sowjetischen Spielklasse sowie weiterhin gelegentlich für SHWSM Kiew in der zweiten Liga. Von 1992 bis 1995 trat der Verteidiger mit dem ukrainischen Hauptstadtklub Sokol Kiew in der Internationalen Hockey-Liga an. Anschließend wechselte er zu dessen russischen Ligarivalen Ak Bars Kasan, mit dem er in der 1998 in der zwei Jahre zuvor gegründeten Superliga den russischen Meistertitel gewann. 
Für die Saison 1999/2000 unterschrieb Hunko einen Vertrag bei den Hannover Scorpions aus der Deutschen Eishockey Liga. Für die Niedersachsen erzielte er in seiner einzigen DEL-Spielzeit in 44 Spielen zwei Tore und sechs Vorlagen. Zur Saison 2000/01 kehrte der Ukrainer zu Ak Bars Kasan zurück, konnte dort jedoch nicht an die erfolgreiche Zeit der 1990er Jahre anknüpfen, sodass er zur folgenden Spielzeit vom HK ZSKA Moskau aus der Wysschaja Liga, der zweiten russischen Spielklasse, verpflichtet wurde. Von 2002 bis 2006 stand der Nationalspieler bei seinem Ex-Klub HK Sokol Kiew unter Vertrag, mit dem er an der belarussischen Extraliga, der internationalen East European Hockey League und der ukrainischen Eishockeyliga teilnahm. In allen vier Spielzeiten gewann er mit seiner Mannschaft dabei den nationalen Meistertitel. Während der Saison 2003/04 spielte er zudem zweimal für Gasowik Tjumen in der zweiten russischen Spielklasse.
Die Saison 2006/07 verbrachte Hunko größtenteils beim HKm Zvolen in der slowakischen Extraliga. Gegen Saisonende kehrte er jedoch in seine ukrainische Heimat zurück, in der er zwei Spiele für seinen Langzeitklub Sokol Kiew absolvierte, ehe er mit dessen Stadtnachbarn HK ATEK Kiew den ukrainischen Meistertitel gewann. Seit 2007 spielt der Linksschütze wieder für Sokol Kiew, zunächst zwei Jahre lang in der russischen Wysschaja Liga und seit 2009 in der belarussischen Extraliga, wobei er 2009 parallel mit Sokols zweiter Mannschaft erneut ukrainischer Meister wurde. In der Saison 2010/11 nahm Hunko mit Sokol Kiew auf europäischer Ebene am IIHF Continental Cup teil. Mit seinem Team war er dabei automatisch für die dritte Runde des Wettbewerbs qualifiziert, scheiterte jedoch mit Sokol Kiew nach Niederlagen gegen SønderjyskE Ishockey aus Dänemark und Asiago Hockey aus Italien an der Qualifikation für das Super Final.

### International
Für die Sowjetunion nahm Hunko im Juniorenbereich an der U18-Junioren-Europameisterschaft 1990 teil. Für die Ukraine nahm er an den C-Weltmeisterschaften 1993, 1994 und 1995, den B-Weltmeisterschaften 1998, 2008 und 2009, sowie den A-Weltmeisterschaften 1999, 2002, 2003, 2004, 2005, 2006 und 2007 teil. Des Weiteren stand er im Aufgebot seines Landes bei den Olympischen Winterspielen 2002 in Salt Lake City, wurde im Turnierverlauf jedoch nicht eingesetzt.

## Erfolge und Auszeichnungen
| - 1998 Russischer Meister mit Ak Bars Kasan - 2003 Ukrainischer Meister mit dem HK Sokol Kiew - 2004 Ukrainischer Meister mit dem HK Sokol Kiew - 2005 Ukrainischer Meister mit dem HK Sokol Kiew | - 2006 Ukrainischer Meister mit dem HK Sokol Kiew - 2007 Ukrainischer Meister mit dem HK ATEK Kiew - 2009 Ukrainischer Meister mit dem HK Sokol Kiew |

### International
- 1990 Silbermedaille bei der U18-Junioren-Europameisterschaft
- 1998 Aufstieg in die Top Division bei der B-Weltmeisterschaft